# Iryna Pamjalowa
Iryna Uladsimirauna Pamjalowa (belarussisch Ірына Уладзіміраўна Памялова; * 5. April 1990 in Schodsina, Weißrussische SSR) ist eine ehemalige belarussische Kanutin.

## Karriere
Iryna Pamjalowa sicherte sich 2011 ihre ersten internationalen Medaillengewinne, als sie bei den Weltmeisterschaften in Szeged die Bronzemedaille im Vierer-Kajak über 500 Meter gewann und bei den Europameisterschaften in Belgrad in derselben Disziplin Europameisterin wurde. In Zagreb folgte 2012 bei den Europameisterschaften im Vierer-Kajak über 500 Meter der Gewinn der Silbermedaille.
Pamjalowa gab im selben Jahr ihr Olympiadebüt in London, wo sie in ebenfalls im Vierer-Kajak antrat. Zwar misslang die direkte Finalqualifikation, über das Halbfinale schafften Pamjalowa, Maryna Litwintschuk, Wolha Chudsenka und Nadseja Papok aber letztlich doch den Einzug in den Endlauf. In 1:31,4 Minuten überquerten sie hinter Ungarn und Deutschland als drittschnellste Mannschaft die Ziellinie, womit sich die vier Belarussinnen die Bronzemedaille sicherten.